# Magical Puzzle Popils
Magical Puzzle Popils (conocido en Europa como "Popils: the Blockbusting Challenge") es un juego para la consola portátil Game Gear, creado por Tengen (actualmente Atari) y lanzado de manera global en el año 1991. Está englobado en el género rompecabezas.

## Temática
Un príncipe y una princesa están enamorados, y viven siempre juntos. Pero, un día, el malvado brujo Popil captura a la princesa, encerrándola en un bosque laberíntico encantado. El príncipe decide ir a rescatarla.

## Desarrollo o sistema de juego
Este videojuego está englobado en el género rompecabezas, que se basa en superar determinados niveles (concretamente, 100) en escenarios 2D a base de ingenio. Cada nivel está englobado en una especie de cuadrícula de 10 cuadros de largo y 8 de alto, por lo que hay 80 casillas. Cada nivel es superado al tocar el príncipe a la princesa.
En este videojuego, solo se controla a un personaje: el príncipe, el cual tiene la capacidad de golpear con sus puños a los bloques que conforman cada nivel, pudiendo romper algunos de estos.
La principal característica de este juego es la estrategia necesaria para cumplir el objetivo, pero, sin embargo, las etapas pueden pasarse de varias maneras, aumentando la vida del juego.

## Modos de juego
- Normal Game: El modo principal del juego. El jugador ha de completar las cien fases que componen el videojuego. Están en orden creciente de dificultad.

- Map Edit: Permite al jugador componer hasta 30 rompecabezas.

- Edited Game: Permite al usuario jugar a las fases que él ha creado. Este modo no se activa hasta que el jugador no haya creado al menos una.

- Options: Permite modificar al jugador ciertos parámetros que influyen directamente en el transcurso del juego:
  - Resume: Si está activado, al apagar la consola y volverla a encender, el juego se dirige directamente a la última pantalla (ya sea menú o fase) donde se haya quedado el usuario.
  - Map: Hay dos modos que existen en esta opción:
    - Normal: El modo por defecto.
    - H-Flip: Espeja los mapas de todos los modos de juego. Al activar esta opción, los récords obtenidos no se guardan, y tanto la pantalla del menú principal como el cielo que hay en las fases pasan a mostrar una tonalidad azul más oscura.

  - Life: El jugador puede determinar el número de vidas que tiene el príncipe, entre un mínimo de una hasta un máximo de cinco.
  - Initialize: Reinicia todos los avances conseguidos por el jugador si se activa la opción.
  - Hit Marker: Si se activa esta opción, el juego marca con unas aspas verdes los bloques que el usuario puede golpear desde la situación en la que se encuentra.

## Fase

### Enemigos
En este juego, el enemigo principal es el brujo Popil, aunque este no aparece en las fases, simplemente en la escena de introducción. Los dos enemigos que aparecen son:
- Slime: es una sustancia semiesférica de color verde y aspecto gelatinoso. Se mueve de izquierda a derecha, parándose brevemente cuando no puede avanzar (al encontrarse un bloque o al no haber más suelo). Slime puede eliminarse si cae en un pincho. Tocar a este engendro (tanto el jugador como la princesa) supone la pérdida automática de una vida.

- Vampire: es un murciélago que vuela de manera rápida de izquierda a derecha por el escenario, sin detenerse. Este enemigo no puede ser destruido. Al igual que el anterior, si se toca (tanto príncipe como princesa) se pierde una vida instantáneamente.

### Tipos de bloques
En el juego hay varios tipos de bloques: de su combinación en el entramado de la pantalla se obtienen los diferentes tipos de rompecabezas y sus soluciones.
| Nombre         | Descripción                           | Características                                                          |
| -------------- | ------------------------------------- | ------------------------------------------------------------------------ |
| Bloque blanco  | Bloque de tonalidades grisáceas       | Puede destruirse y andar sobre él                                        |
| Bloque naranja | Bloque de tonalidades anaranjadas     | Es indestructible y se puede andar sobre él                              |
| Cuadro negro   | Vuelve el fondo de la casilla a negro | Enlaza los elementos que estén por encima y por debajo suya. Inmaterial. |
| Escalera       | Escalera de color gris                | Es indestructible y permite al jugador subir o bajar por esta.           |
| Puertas        | Puertas de cuatro tipos               | Permite pasar de una parte a otra del escenario atravesándolas.          |
| Pincho         | Pincho de color rojo                  | Es destructible y caer sobre él supone la pérdida de una vida.           |

### La princesa
El objetivo del juego, como se mencionó antes, es que vuelva con su príncipe. Este personaje es el centro de atención en todos los rompecabezas y debe de realizarse las estrategias sobre cómo conseguir el reencuentro. El choque de la señora contra uno de los enemigos o la caída sobre un pincho supone la pérdida de una vida al jugador.